# La Mure-Argens
Pour les articles homonymes, voir La Mure (homonymie) et Argens.
La Mure-Argens est une commune française, située dans le département des Alpes-de-Haute-Provence en région Provence-Alpes-Côte d'Azur.

## Géographie

### Localisation

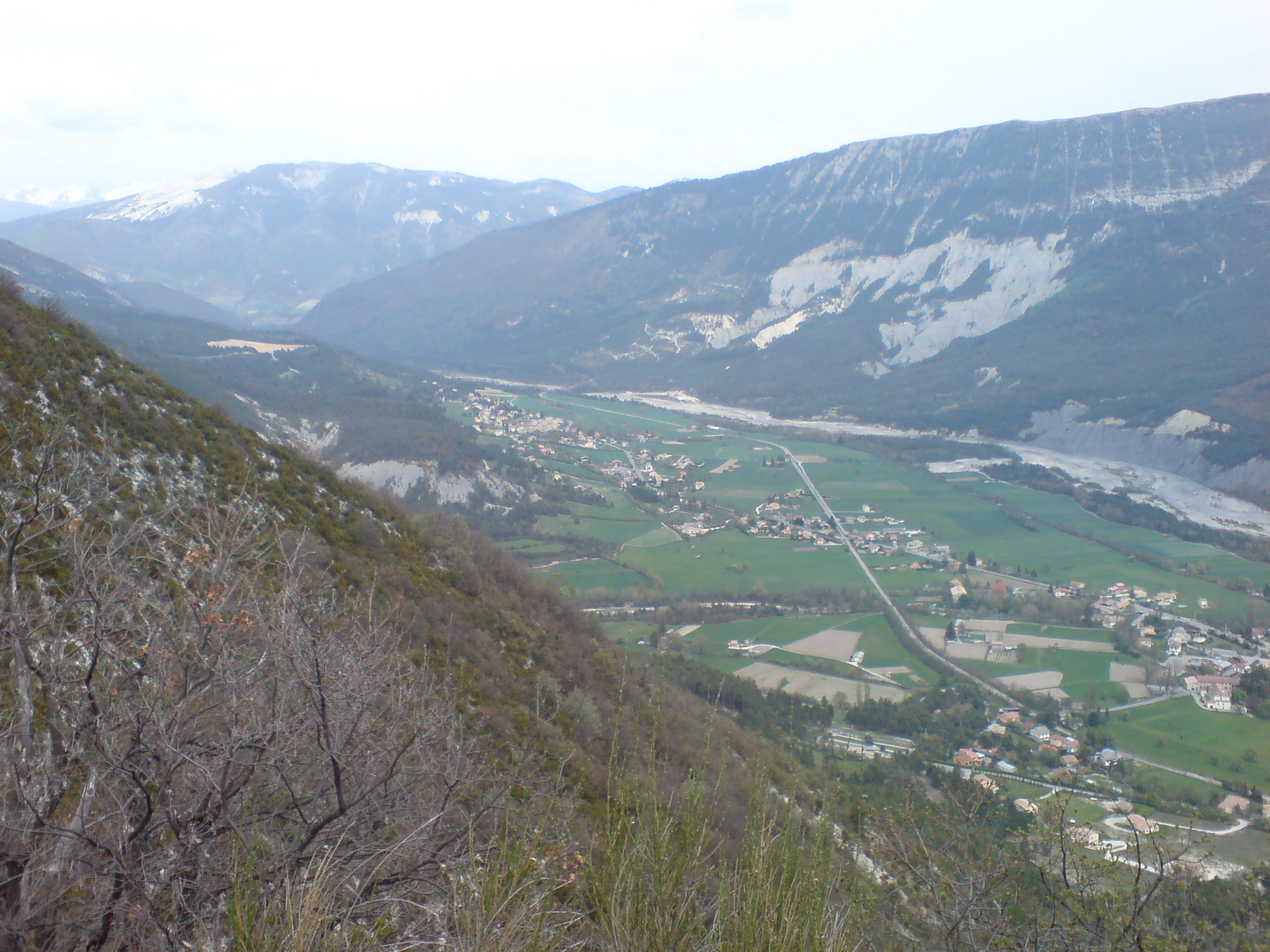
Vue de la vallée de La Mure (du Chalvet).

La commune se trouve dans la zone d'emploi de Digne-les-Bains et le bassin de vie de Saint-André-les-Alpes

### Communes limitrophes
Les communes limitrophes de La Mure-Argens sont Thorame-Haute, Allons, Saint-André-les-Alpes et Thorame-Basse.

### Géologie et relief
La superficie de la commune est de 34,73 km2 ; son altitude varie de 890  à   2 120 mètres.
Situé à 950 m d'altitude le village de La Mure s'étage sur le flanc sud de la montagne de Maurel dont il épouse la courbure. Des vergers et des jardins entourent le village tandis que des prés s'étendent à ses pieds jusqu'au Verdon.
Les principaux sommets de la commune sont la montagne de Maurel (avec un radar météorologique de l’IRSTEA), à 1 770 m d’altitude, et la montagne de Cordœil (sommet à 2 114 m) qui marque la limite nord et ouest de la commune.

### Hydrographie

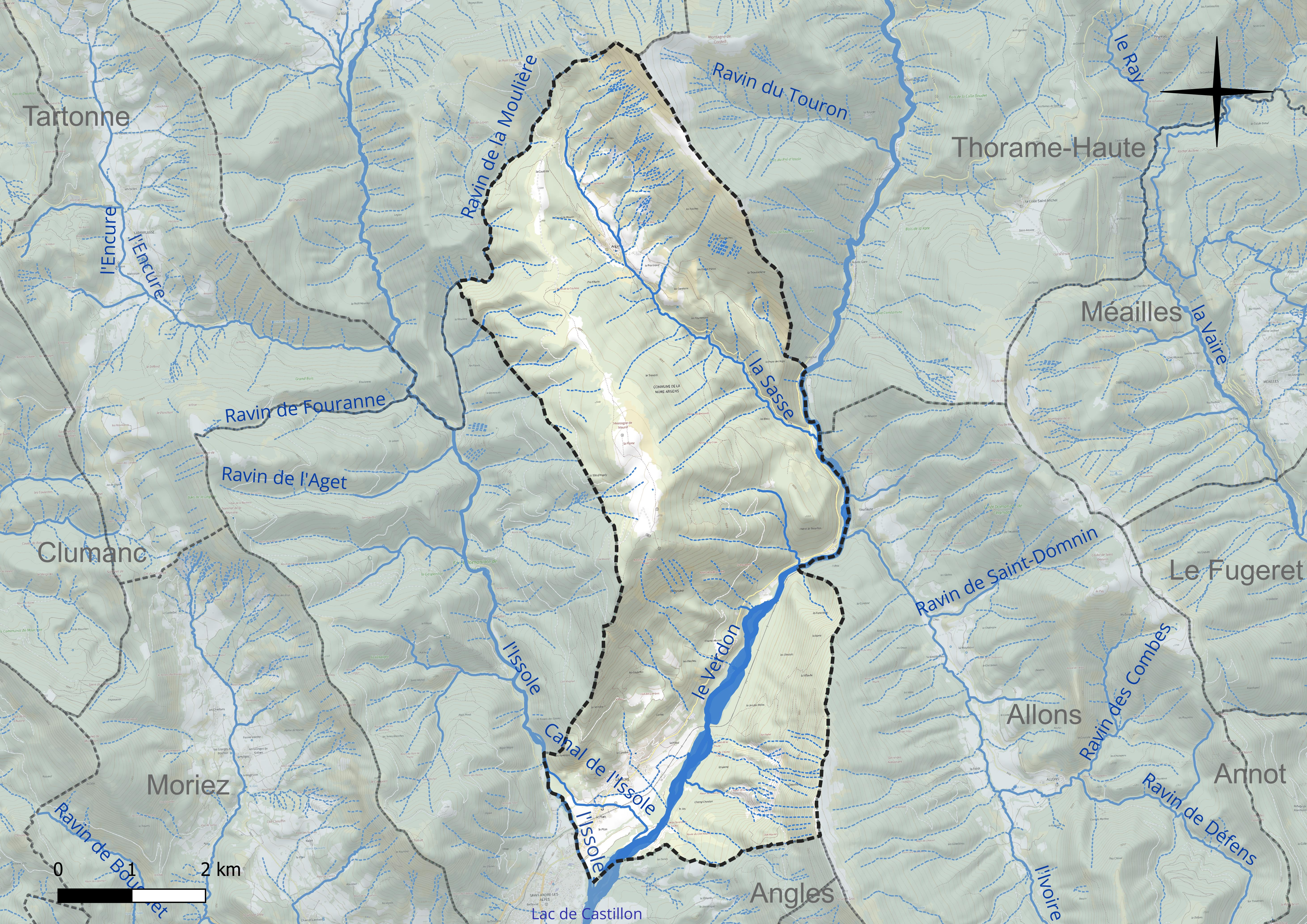
Carte hydrographique de la commune.

Cours d'eau sur la commune ou à son aval :
- Verdon (rivière),
- torrents la sasse, l'ivoire, l'issole,
- ravin de la moulière.

### Climat
Pour des articles plus généraux, voir Climat de Provence-Alpes-Côte d'Azur et Climat des Alpes-de-Haute-Provence.
En 2010, le climat de la commune est de type climat des marges montargnardes, selon une étude du Centre national de la recherche scientifique s'appuyant sur une série de données couvrant la période 1971-2000. En 2020, Météo-France publie une typologie des climats de la France métropolitaine dans laquelle la commune est exposée à un climat de montagne ou de marges de montagne et est dans la région climatique Alpes du sud, caractérisée par une pluviométrie annuelle de 850 à 1 000 mm, minimale en été.
Pour la période 1971-2000, la température annuelle moyenne est de 10 °C, avec une amplitude thermique annuelle de 17 °C. Le cumul annuel moyen de précipitations est de 998 mm, avec 6,5 jours de précipitations en janvier et 5,2 jours en juillet. Pour la période 1991-2020, la température moyenne annuelle observée sur la station météorologique installée sur la commune est de 9,8 °C et le cumul annuel moyen de précipitations est de 891,5 mm. 
La température maximale relevée sur cette station est de 37,3 °C, atteinte le 28 juin 2019 ; la température minimale est de −21,9 °C, atteinte le 7 février 2012,,.
| Mois                                  | jan.          | fév.           | mars           | avril         | mai           | juin          | jui.         | août          | sep.          | oct.           | nov.           | déc.           | année      |
| ------------------------------------- | ------------- | -------------- | -------------- | ------------- | ------------- | ------------- | ------------ | ------------- | ------------- | -------------- | -------------- | -------------- | ---------- |
| Température minimale moyenne (°C)     | −5,1          | −5             | −2,2           | 1,1           | 4,2           | 7,6           | 9,7          | 8,9           | 6,3           | 2,9            | −1,2           | −4,9           | 1,9        |
| Température moyenne (°C)              | 2             | 2,6            | 5,6            | 9             | 12,2          | 16,2          | 18,8         | 18,1          | 14,8          | 10,9           | 5,8            | 2,1            | 9,8        |
| Température maximale moyenne (°C)     | 9,1           | 10,1           | 13,4           | 17            | 20,2          | 24,9          | 27,9         | 27,4          | 23,2          | 18,8           | 12,8           | 9,2            | 17,8       |
| Record de froid (°C) date du record   | −17 08.01.21  | −21,9 07.02.12 | −10,2 06.03.10 | −8,8 08.04.21 | −4,9 06.05.19 | −3,2 03.06.06 | 2,8 19.07.09 | −1,1 31.08.10 | −4,2 27.09.20 | −10,7 21.10.07 | −13,7 17.11.07 | −20,8 18.12.10 | −21,9 2012 |
| Record de chaleur (°C) date du record | 22,2 28.01.08 | 23 24.02.20    | 23,8 30.03.12  | 28,5 08.04.11 | 32,6 22.05.22 | 37,3 28.06.19 | 36 18.07.23  | 35,9 03.08.17 | 32,3 05.09.06 | 29,8 08.10.23  | 24,6 10.11.15  | 20,1 31.12.21  | 37,3 2019  |
| Précipitations (mm)                   | 58,9          | 55,1           | 69,5           | 83,1          | 84,5          | 91,4          | 49           | 47,2          | 59,1          | 87,7           | 124,1          | 81,9           | 891,5      |

| Diagramme climatique                                  |            |              |           |             |             |           |             |             |             |               |             |
| J                                                     | F          | M            | A         | M           | J           | J         | A           | S           | O           | N             | D           |
| 9,1−5,158,9                                           | 10,1−555,1 | 13,4−2,269,5 | 171,183,1 | 20,24,284,5 | 24,97,691,4 | 27,99,749 | 27,48,947,2 | 23,26,359,1 | 18,82,987,7 | 12,8−1,2124,1 | 9,2−4,981,9 |
| Moyennes : • Temp. maxi et mini °C • Précipitation mm |            |              |           |             |             |           |             |             |             |               |             |

Les paramètres climatiques de la commune ont été estimés pour le milieu du siècle (2041-2070) selon différents scénarios d'émission de gaz à effet de serre à partir des nouvelles projections climatiques de référence DRIAS-2020. Ils sont consultables sur un site dédié publié par Météo-France en novembre 2022.

## Urbanisme

### Typologie
Au 1er janvier 2024, La Mure-Argens est catégorisée commune rurale à habitat dispersé, selon la nouvelle grille communale de densité à 7 niveaux définie par l'Insee en 2022.
Elle est située hors unité urbaine et hors attraction des villes,.

### Occupation des sols

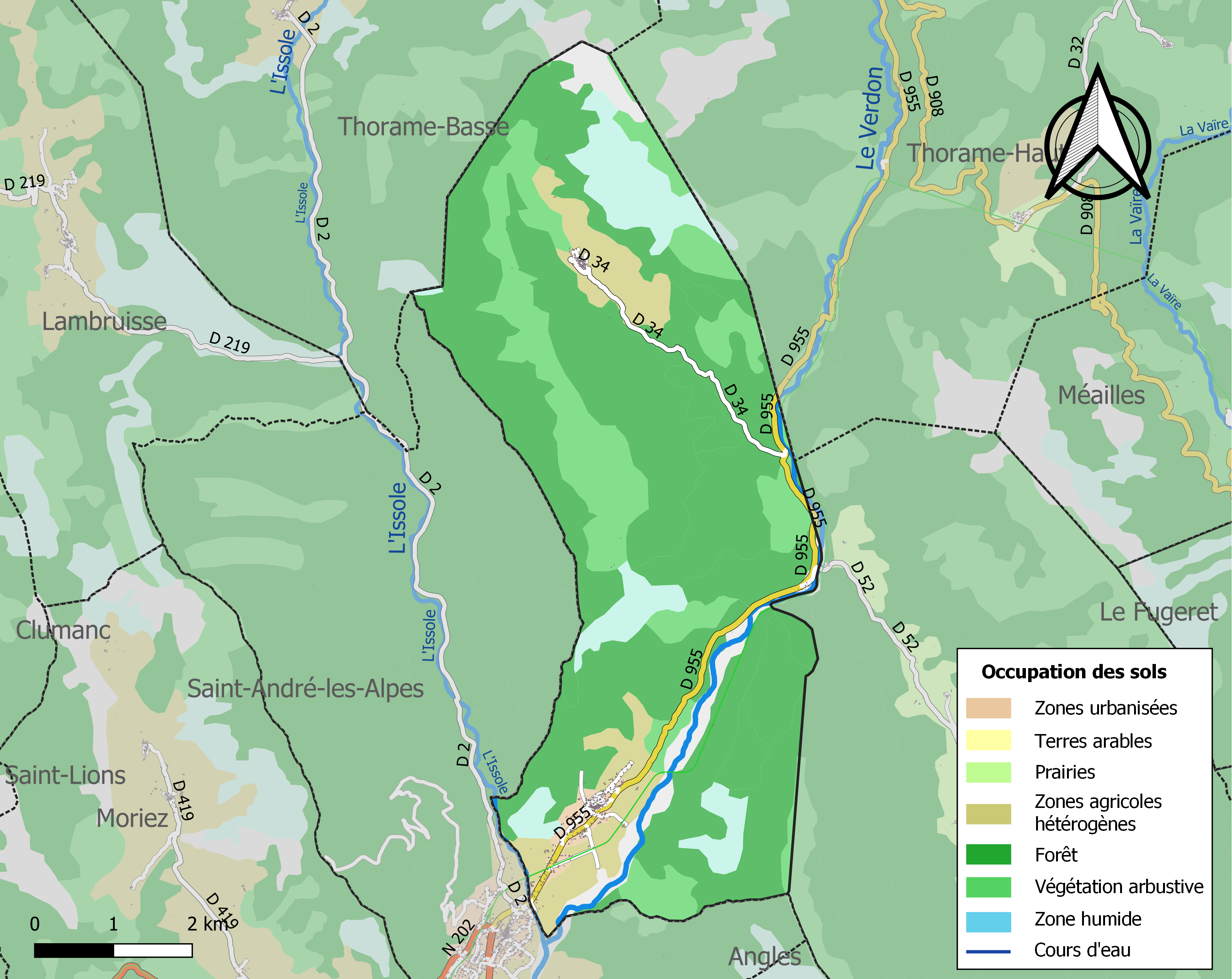
Carte de l'occupation des sols de la commune en 2018 (CLC).

L'occupation des sols de la commune, telle qu'elle ressort de la base de données européenne d’occupation biophysique des sols Corine Land Cover (CLC), est marquée par l'importance des forêts et milieux semi-naturels (90,3 % en 2018), une proportion sensiblement équivalente à celle de 1990 (90,2 %). La répartition détaillée en 2018 est la suivante : 
forêts (59,8 %), milieux à végétation arbustive et/ou herbacée (17,5 %), espaces ouverts, sans ou avec peu de végétation (12,9 %), zones agricoles hétérogènes (8,3 %), zones urbanisées (1,5 %).
L'évolution de l’occupation des sols de la commune et de ses infrastructures peut être observée sur les différentes représentations cartographiques du territoire : la carte de Cassini (XVIIIe siècle), la carte d'état-major (1820-1866) et les cartes ou photos aériennes de l'IGN pour la période actuelle (1950 à aujourd'hui).

### Morphologie urbaine
Le village de La Mure est construit un peu au-dessus du confluent du Verdon et de l’Issole.
L'autre village, Argens, perché à 1 321 mètres d'altitude se situe entre le Haut et Moyen Verdon. Il occupe la petite vallée de la Sasse qui se jette dans le Verdon.

### Habitat et logement
En 2021, le nombre total de logements dans la commune était de 410, alors qu'il était de 372 en 2016 et de 329 en 2011.
Parmi ces logements, 40,6 % étaient des résidences principales, 54,7 % des résidences secondaires et 4,8 % des logements vacants. Ces logements étaient pour 91,9 % d'entre eux des maisons individuelles et pour 6,5 % des appartements.
Le tableau ci-dessous présente la typologie des logements à la La Mure-Argens en 2021 en comparaison avec celle des Alpes-de-Haute-Provence et de la France entière. Une caractéristique marquante du parc de logements est ainsi une proportion de résidences secondaires et logements occasionnels (54,7 %) supérieure à celle du département (30,7 %) et à celle de la France entière (9,7 %).
| Typologie                                               | La Mure-Argens | Alpes-de-Haute-Provence | France entière |
| ------------------------------------------------------- | -------------- | ----------------------- | -------------- |
| Résidences principales (en %)                           | 40,6           | 61                      | 82,2           |
| Résidences secondaires et logements occasionnels (en %) | 54,7           | 30,7                    | 9,7            |
| Logements vacants (en %)                                | 4,8            | 8,3                     | 8,1            |

### Voies de communications et transports
Le chef-lieu se situe à proximité immédiate de la départementale RD 908, trois embranchements successifs permettent de rejoindre le village. La Mure est traversé par la RD 502 (la Grand rue est donc une voirie départementale).
La RD 908 en direction du Haut-Verdon prend son départ à Saint-André-les-Alpes, à 1,5 km seulement de la Mure, comme embranchement de la route nationale 202.
La commune est desservie par : 
- Transport en Provence-Alpes-Côte d'Azur
- Réseau régional de transport. La Région est responsable de trois réseaux de transports collectifs[15]
- ainsi que par la ligne de chemin de fer de Nice à Digne à la gare de La Mure et à l’arrêt d’Allons-Argens, en limite de la commune d’Allons[16].

### Risques naturels et technologiques
La commune de La Mure-Argens est exposée à quatre risques naturels :
- avalanche,
- feu de forêt,
- inondation,
- mouvement de terrain : quelques versants de la commune sont concernés par un aléa moyen à fort[18].

La commune de La Mure-Argens n’est exposée à aucun des risques d’origine technologique recensés par la préfecture.
Aucun plan de prévention des risques naturels prévisibles (PPR) n’existe pour la commune ; le Dicrim existe depuis 2011.

#### Sismicité
Aucune des 200 communes du département n'est en zone de risque sismique nul. Le canton de Saint-André-les-Alpes, auquel appartient La Mure-Argens, est en zone 1b (sismicité faible) selon la classification déterministe de 1991, basée sur les séismes historiques, et en zone 4 (risque moyen) selon la classification probabiliste EC8 de 2011.
Le tremblement de terre le plus fortement ressenti dans la commune est celui de Chasteuil, le 30 novembre 1951. Ils atteint une intensité macro-sismique ressentie à La Mure-Argens de V sur l’échelle MSK (dormeurs réveillés, chutes d’objets),.

## Toponymie
Le nom de La Mure (Mura en 1030) vient de l’occitan mura, qui désigne les murs d’une maison, probablement en ruines, selon Ernest Nègre, ou les murs qui protégeaient le village.
Celui d’Argens (Argens, cité vers 1200), vient d’un nom propre romain, « Argenteus » ou rappelle l’existence de mines d’argent.

## Histoire

### Antiquité
Auguste fait la conquête de la vallée du Verdon en même temps que celle des Alpes, qu’il achève en 14 av. J.-C.. Il est difficile de connaître le nom du peuple gaulois qui peuplait la vallée, et le nom de la civitas dont La Mure et Argens dépendaient au Haut-Empire : Eturamina (Thorame), Civitas Saliniensum (Castellane) ou Sanitensium (Senez). À la fin de l’Empire romain, le rattachement à celle de Sanitensium, et à son diocèse, semblent avérés.

### Moyen Âge
Vers 1030, la seigneurie de Mura appartient à deux puissants hommes, sans doute apparentés, Jonas et Mainard. Le neveu de Mainard, en devenant moine de l'abbaye Saint-Victor de Marseille, donne à ce monastère tous les droits qu'il possède sur ce lieu, l'église Sainte-Marie et les terres qui en dépendent. La donation est complétée quelques années plus tard par une deuxième donation : en 1042, Mainard et sa famille d'une part, Belihidis, veuve de Jonas, et ses fils Pons, Heldebert et Athanulf d'autre part, donnent ensemble au monastère "l'église dédiée à Marie Mère de Dieu, avec ses terres cultes et incultes, en pleine propriété, qui est située sous la montagne anciennement appelée Morarius, dans le diocèse de Senez, sur le Verdon". Les limites de la donation sont, à l'est, du sommet du mont Maurel jusqu'à la fontaine des Mèles sur le Verdon en passant par la vallée du Christ; au sud, le long du Verdon jusqu'à l'Issole; au nord, du sommet Maurel jusqu'à sa base où coule l'Issole; à l'ouest, de l'Issole jusqu'au Verdon. Il est remarquable que les limites de la donation correspondent à l'actuelle commune de La Mure.
L'abbaye de Saint-Victor possède la seigneurie de La Mure jusqu'à la fin du XIIIe siècle. A cette époque, le monastère cède ses droits au comte de Provence qui en fait en 1299 donation à la famille Roquevaire. Les Roquevaire sont seigneurs de Moriez, Castellet de la Robine, La Mure et Saint-André. En 1480, le comte de Provence est à nouveau en possession de la seigneurie de La Mure et la donne au prieur de La Mure, Bertrand Savalin, et ses successeurs. Au XVIe siècle, François Bussière rachète aux prieurs les droits seigneuriaux avec le titre de prieur. Son fils Claude, prieur et seigneur de La Mure, n'a qu'une fille, mariée à Claude Bourguignon. La seigneurie et le prieuré passent donc dans la famille Bourguignon jusqu'à la Révolution.

### Temps modernes
Argens était le fief de la famille Villeneuve aux XVe et XVIe siècles. Il est acquis en 1630 par François Surle et passe par succession, vers 1700, à la famille Boyer, laquelle parvient à le faire ériger en marquisat en 1722.
Les communautés de La Mure et d'Argens relevaient de la viguerie de Castellane.

### Révolution française et Empire
Durant la Révolution française, La Mure compte une société patriotique, créée après la fin de 1792.

### Époque contemporaine
La Révolution et l’Empire apportent nombre d’améliorations, dont une imposition foncière égale pour tous, et proportionnelle à la valeur des biens de chacun. Afin de la mettre en place sur des bases précises, la levée d’un cadastre est décidée. La loi de finances du 15 septembre 1807 précise ses modalités, mais sa réalisation est longue à mettre en œuvre, les fonctionnaires du cadastre traitant les communes par groupes géographiques successifs. Ce n’est qu’en 1838 que les cadastres dit napoléoniens d’Argens et de La Mure sont achevés.
Comme le reste de la vallée du Verdon, La Mure connut un certain essor industriel au XIXe siècle, grâce au tissage de la laine. La première fabrique est créée en 1835 par Adrien Pascal, à l’exemple de la fabrique Honnorat de Saint-André. Implantée sur les bords de l’Issole dont elle tire son énergie, elle emploie 80 ouvriers en 1856, mais ce nombre retombe à moins de 30 dans les années 1870. Victime d’un incendie en 1861, elle n’en poursuit pas moins son activité, est reprise par M. Dol, puis ferme dans les années 1890.
En 1851, après le coup d’État du 2 décembre de Louis-Napoléon Bonaparte (pas encore devenu Napoléon III), l’ancien maire royaliste Jean-Baptiste Itard, notaire de son état, s’exile dans le Piémont-Sardaigne proche, et rentre en France le 5 décembre 1852.
Comme de nombreuses communes du département, celles de La Mure et d’Argens se dotent d’écoles bien avant les lois Jules Ferry : en 1863, les deux communes comptent chacune une école installée au chef-lieu qui dispense une instruction primaire aux garçons. Aucune instruction n’est donnée aux filles : ni la loi Falloux (1851), qui impose l’ouverture d’une école de filles aux communes de plus de 800 habitants, ni la première loi Duruy (1867), qui abaisse ce seuil à 500 habitants, ne concernent Argens et La Mure. La commune de La Mure profite de la deuxième loi Duruy (1877) pour construire une école neuve; ce n’est qu’avec les lois Ferry que les filles d’Allons sont régulièrement scolarisées.
La ligne de chemin de fer de Nice à Digne est inaugurée du 5 au7 août 1911 en présence de Jean-Victor Augagneur, ministre des Travaux Publics.
La culture de la lavande pour la parfumerie connaît un rapide essor après la Seconde Guerre mondiale : le nombre de champs en lavande passe de 1 avant 1940 à 200 (pour 40 ha) à la fin des années 1940. Les rendements étaient de 25 kg/ha, le courtage de la lavande se faisant à Moriez, les prix atteignant les 15 000 FF/kg. La lavande était ensuite distillé à Thorame-Haute, La Mure ou Moriez. La baisse drastique du prix de la lavande entraîne la disparition de cette production.
En 1974 la commune d'Argens s'associe à celle de La Mure sous le nom de La Mure-Argens.

## Politique et administration

### Rattachements administratifs et électoraux

#### Rattachements administratifs
La commune se trouve depuis 1942 dans l'arrondissement de Castellane du département des Alpes-de-Haute-Provence.
Elle faisait partie depuis 1793 du canton de Saint-André-les-Alpes. Dans le cadre du redécoupage cantonal de 2014 en France, cette circonscription administrative territoriale a disparu, et le canton n'est plus qu'une circonscription électorale.

#### Rattachements électoraux
Pour les élections départementales, la commune fait partie depuis 2014 d'un nouveau canton de Castellane porté de 7 à 32 communes.
Pour l'élection des députés, elle fait partie de la première circonscription des Alpes-de-Haute-Provence.

### Intercommunalité
La Mure-Argens était membre de la petite communauté de communes du Moyen Verdon, un établissement public de coopération intercommunale (EPCI) à fiscalité propre créé en 1994 et auquel la commune avait transféré un certain nombre de ses compétences, dans les conditions déterminées par le code général des collectivités territoriales.
Dans le cadre des dispositions de la loi portant nouvelle organisation territoriale de la République du 7 août 2015, qui prévoit que les établissements publics de coopération intercommunale (EPCI) à fiscalité propre doivent avoir un minimum de 15 000 habitants, cette intercommunalité a fusionné avec ses voisines pour former, le 1er janvier 2017, la communauté de communes Alpes Provence Verdon - Sources de Lumière, dont est désormais membre la commune.

### Liste des maires
| Période                                  | Période                    | Identité        | Étiquette | Qualité |
| ---------------------------------------- | -------------------------- | --------------- | --------- | --- |
| Les données manquantes sont à compléter. |                            |                 |           | |
|                                          |                            |                 |           | |
| mai 1945                                 |                            | Kléber Nicolas  |           | |
|                                          |                            |                 |           | |
|                                          | 1947                       | Joseph Coullet  |           | Démissionnaire |
| 1947                                     | 1949                       | Marie Maurin    |           | |
|                                          |                            |                 |           | |
| avril 1953                               | juin 1995                  | Ernest Dol      |           | |
| juin 1995                                | mars 2008                  | René Simon      |           | |
| mars 2008                                | 2014                       | Pierre Blanc    |           | |
| avril 2014                               | 2023                       | Alain Delsaux   | LR        | Retraité Vice-président de la CC du Moyen Verdon (2014 → 2016) Vice-président de la CC Alpes Provence Verdon (2017 → 2020) Conseiller départemental de Castellane (2021 → ) Démissionnaire |
| mars 2023                                | En cours (au 26 juin 2024) | André-Luc Blanc |           | Apiculteur |

### Budget et fiscalité
En 2016, le budget de la commune était constitué ainsi :
- total des produits de fonctionnement : 428 000 €, soit 1 241 € par habitant ;
- total des charges de fonctionnement : 319 000 €, soit 924 € par habitant ;
- total des ressources d’investissement : 197 000 €, soit 570 € par habitant ;
- total des emplois d’investissement : 168 000 €, soit 486 € par habitant.
- endettement : 47 000 €, soit 137 € par habitant.

Avec les taux de fiscalité suivants :
- taxe d’habitation : 9,15 % ;
- taxe foncière sur les propriétés bâties : 8,12 % ;
- taxe foncière sur les propriétés non bâties : 35,00 % ;
- taxe additionnelle à la taxe foncière sur les propriétés non bâties : 58,73 % ;
- cotisation foncière des entreprises : 19,88 %.

Chiffres clés Revenus et pauvreté des ménages en 2014 : Médiane en 2014 du revenu disponible, par unité de consommation : 20 576 €.

## Équipements et services publics

### Enseignement
Les établissements d'enseignement proches de la commune :
- Écoles maternelles et primaires : à Clumanc, Senez,
- Collège à Saint-André-les-Alpes, Annot.

Ancienne école primaire.

## Population et société
Le nom de ses habitants est Murencs et Murencques et Argentins à Argens.

### Démographie
L'évolution du nombre d'habitants est connue à travers les recensements de la population effectués dans la commune depuis 1765. Pour les communes de moins de 10 000 habitants, une enquête de recensement portant sur toute la population est réalisée tous les cinq ans, les populations de référence des années intermédiaires étant quant à elles estimées par interpolation ou extrapolation. Pour la commune, le premier recensement exhaustif entrant dans le cadre du nouveau dispositif a été réalisé en 2007.

En 2022, la commune comptait 333 habitants, en évolution de +0,91 % par rapport à 2016 (Alpes-de-Haute-Provence : +2,84 %, France hors Mayotte : +2,11 %).
| 1765 | 1793 | 1800 | 1806 | 1821 | 1831 | 1836 | 1841 | 1846 |
| ---- | ---- | ---- | ---- | ---- | ---- | ---- | ---- | ---- |
| 247  | 275  | 228  | 295  | 272  | 301  | 325  | 306  | 347  |

| 1851 | 1856 | 1861 | 1866 | 1872 | 1876 | 1881 | 1886 | 1891 |
| ---- | ---- | ---- | ---- | ---- | ---- | ---- | ---- | ---- |
| 314  | 320  | 325  | 287  | 289  | 249  | 255  | 253  | 252  |

| 1896 | 1901 | 1906 | 1911 | 1921 | 1926 | 1931 | 1936 | 1946 |
| ---- | ---- | ---- | ---- | ---- | ---- | ---- | ---- | ---- |
| 230  | 208  | 323  | 223  | 168  | 139  | 149  | 145  | 141  |

| 1954 | 1962 | 1968 | 1975 | 1982 | 1990 | 1999 | 2006 | 2007 |
| ---- | ---- | ---- | ---- | ---- | ---- | ---- | ---- | ---- |
| 139  | 140  | 141  | 172  | 209  | 233  | 249  | 311  | 320  |

| 2012 | 2017 | 2022 | - | - | - | - | - | - |
| ---- | ---- | ---- | - | - | - | - | - | - |
| 337  | 325  | 333  | - | - | - | - | - | - |

Au XIIIe siècle, il y avait à La Mure 50 feux (foyers) et 40 à Argens. À la même date, il y avait à La Mure 40 hommes aptes à porter les armes et 20 à Argens, mais aucun ne pouvait servir l'armée du comte de Provence, même pour un mois, en raison de leur extrême pauvreté.
La Mure comptait 45 feux en 1315 et 14 feux en 1471.
L'histoire démographique de La Mure est marquée par une période d'« étale » où la population reste relativement stable à un niveau élevé. Cette période dure de 1836 à 1861. L'exode rural provoque ensuite un mouvement de recul démographique de longue durée. En 1921, la commune a perdu plus de la moitié de sa population par rapport au maximum historique de 1846. Le mouvement de baisse ne s'interrompt définitivement que dans les années 1960. Depuis, la population a repris un mouvement de croissance.

## Économie

### Aperçu général
En 2009, la population active s’élevait à 134 personnes, dont neuf chômeurs (onze fin 2011). Ces travailleurs sont majoritairement salariés (78 %) et travaillent majoritairement hors de la commune (82 %).

### Agriculture
Fin 2010, le secteur primaire (agriculture, sylviculture, pêche) comptait cinq établissements actifs au sens de l’Insee (exploitants non-professionnels inclus) et aucun emploi salarié.
Le nombre d’exploitations professionnelles, selon l’enquête Agreste du ministère de l’Agriculture, est de trois en 2010. Il était de six en 2000, de onze en 1988. De 1988 à 2000, la surface agricole utile (SAU) a baissé de moitié, de 321 à 169 ha. La SAU actuelle et l’orientation des exploitations sont couvertes par le secret statistique.

### Industrie
Fin 2010, le secteur secondaire (industrie et construction) comptait neuf établissements, employant trois salariés.
Une distillerie de lavande est installée sur la commune (à Argens). La lavande d’Argens bénéficie d’une AOC, l’essence de lavande d’Argens ayant un taux de camphre peu élevé. La commune compte également une antenne de la DDE et une annexe de l’entreprise de BTP Cozzi.

### Activités de service
Fin 2010, le secteur tertiaire (commerces, services) comptait 14 établissements (avec dix emplois salariés), auxquels s’ajoutent les trois établissements du secteur administratif (regroupé avec le secteur sanitaire et social et l’enseignement), salariant une personne.
D'après l’Observatoire départemental du tourisme, la fonction touristique est d’une importance moyenne pour la commune, avec entre un et cinq touristes accueillis par habitant, l’essentiel de la capacité d'hébergement étant non-marchande. Plusieurs structures d’hébergement à finalité touristique existent dans la commune :
- un hôtel en 2008[78]classé deux étoiles[79] et d'une capacité de 20 chambres[80] ;
- un camping classé une étoile[81] avec une capacité de 25 emplacements[82] ;
- quelques meublés labellisés[83]et des meublés non-labellisés[84].

Les résidences secondaires apportent un complément important à la capacité d’accueil : au nombre de 169, elles représentent 53 % des logements,.

## Culture locale et patrimoine

### Lieux et monuments
- Une pierre mégalithique couchée, aujourd'hui le long de la route derrière la mairie de La Mure[86], semble indiquer une présence humaine à l'Âge du bronze.
- Le village actuel de La Mure semble dater essentiellement des XVIIe et XVIIIe siècles. Une rue principale traverse le village, marqué à ses deux extrémités, comme tous les villages de la vallée, par une chapelle, dédiée à saint Joseph, et une série d'oratoires ou de croix[87] qui symbolisent l'entrée dans le bourg et le placent sous protection divine. Le long de cette Grand Rue s'étendent les maisons bourgeoises du village, remarquables par leur hauteur, leurs baies parfois cintrées, leurs linteaux historiés. Une au centre de la rue est dite "le château" (probable ancienne propriété du seigneur). Les autres rues, parallèles à l'axe principal portent le nom de rue du Mois-d'Août et rue du Milieu. La communication entre ces axes est assurée par des typiques calades en escaliers.
- L'actuelle place qui s'ouvre au devant et en contrebas de l'église a été créée au XXe siècle sur l'emplacement primitif du cimetière.
- Le four communal a été restauré et inauguré en 2013[88],[89].
- Le village d’Argens, à 1 321 m d’altitude, a une annexe de la mairie. Un linteau de porte, orné d’une accolade et de caractères alphabétiques, peut dater du XVe siècle[90].
- La fontaine ancienne, construite en 1668, est ornée d’une figure anthropomorphe naïve et de rosaces[91].
- Patrimoine industriel :
  - Un Musée de la minoterie est hébergé dans l'ancienne Minoterie des Alpes[92],[93].
  - ensemble de quatre machines à broyer (broyeurs à cylindres)[94],
  - trois ensembles de machines à séparer physiquement (blutoirs centrifuges)[95],
  - usine textile dite draperie Pascal puis Minoterie des Alpes[96],[97],
  - turbine hydraulique[98],
  - conserverie dite la limacière[99],[100],
  - usine de pâtes alimentaires[101],
  - maison de forgeron[102].

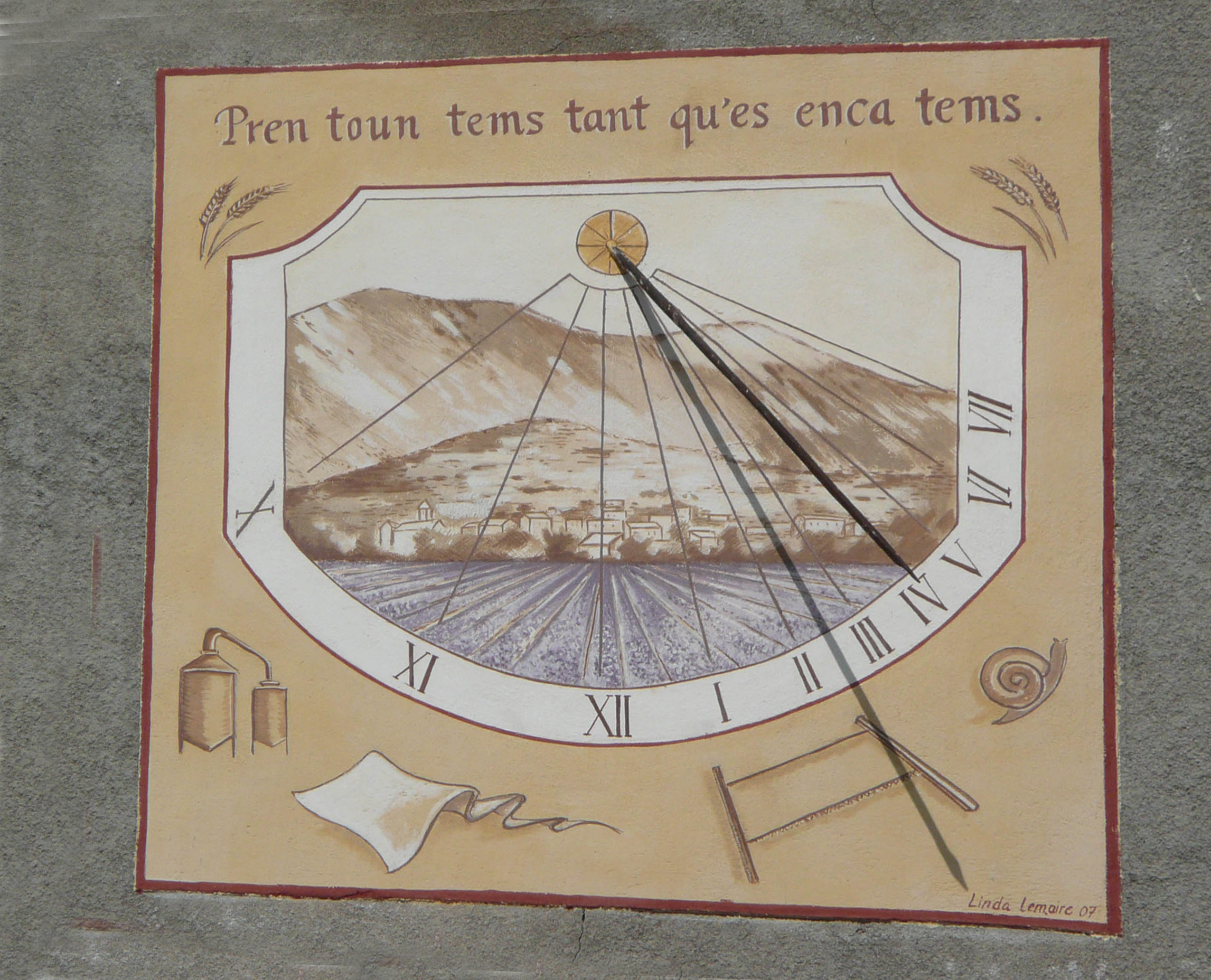
Cadran solaire sur la façade de l'église.

- A La Mure, l'église paroissiale sous le vocable de Notre-Dame[104] est située à l'entrée du village, surplombant l'actuelle place du village. C'est à la suite d'une erreur de l'historien Claude-Françoise Achard, au XVIIIe siècle, qui a mal lu dans les chartes anciennes le vocable Nostrae Dominae Vallis Viridionis (Notre Dame de la Vallée du Verdon) et qu'il a transcrit par Nostrae Dominae Vallis Viridis (Notre Dame de la Vallée Verte) que l'église est parfois appelée Notre-Dame-de-Vauvert[105]. Si linteau l'église est daté de 1700, date de sa rénovation, l'église est bien plus ancienne. Au XVIIe siècle, au sein même de l'église, est fondée la chapellenie du Saint-Rosaire par Jean Martel, prieur et recteur de La Mure, avec son propre patrimoine[106]. L'église a un plan à une nef de deux travées terminée par un chevet plat, sur laquelle s'ouvrent deux chapelles latérales plus basses (faux transept) qui font s'apparenter la forme générale à un plan centré en croix grecque[107]. Le clocher était couvert de tuiles en écailles colorées jusque dans les années 1980 quand il a été rehaussé[108].

Au-dessus de l'autel, le tableau représente Notre-Dame avec saint Étienne et saint Victor (sous les traits de Louis XIV), copatrons de La Mure (daté d’entre 1650 et 1680).
Au-dessus de la porte, le tableau représente Notre-Dame du Rosaire entourée de saint Dominique et de sainte Catherine de Sienne, saints traditionnellement liés à cette dévotion. Il devait être initialement dans une chapelle latérale dédiée au Rosaire. Autres tableaux : la Prédication de saint Jean-Baptiste (XVIIe siècle) et La Vierge à l'Enfant délivrant les Âmes du Purgatoire avec sainte Barbe et saint Antoine (daté ovencçade 1672).
- L'ancien nom de la place de l'église, Clastre (cloître en provençal), rappelle la présence d'une ancienne communauté monastique. Au XIIIe siècle, le cloître est mentionné comme nécessitant une réfection[110].
- La chapelle Saint-Joseph à l'extrémité du village est le but d'une procession pour la fête patronale du 15 août[31]. L'intérieur montre au moins deux campagnes de construction[111].
- A Argens, l’église Notre-Dame-de-Beaulieu[112], construite en 1664-1667 est voûtée en ogives[113]. La cloche est de 1765[114] et son horloge de 1926[115],[116].
- Deux oratoires sont taillés dans la montagne, ceux de Notre-Dame et de Saint-Jean (celui-ci est antérieur à 1695)[117].
- Dans la campagne, s’élève une croix de fer forgé (1830) ornée d’un ange[118].

### Personnalités liées à la commune
- Jean-Baptiste Boyer d'Argens, marquis d’Argens ,(1703-1771), écrivain  français qui correspondait avec le roi Frédéric II de Prusse.

## Héraldique
| Blason de Mure-Argens (La) | Blason  | D'or à une fasce d'azur accompagnée de trois mûres de pourpre, tigées et feuillées de sinople. |
| Blason de Mure-Argens (La) | Détails | La Mure : Armes parlantes. Le statut officiel du blason reste à déterminer.                    |
| Blason de Mure-Argens (La) | Alias   | D'azur à un bourg d'or cantonné de quatre croisettes du même,. Commune d'Argens.               |

## Pour approfondir